# Jan Kodeš
Jan Kodeš (sinh ngày 1 tháng 3 năm 1946) là một cựu tay vợt người Séc, người đã giành được ba chức vô địch đánh đơn Grand Slam vào đầu những năm 1970.
Thành công lớn nhất của Kodeš đã đạt được là trên sân đất nện của giải Pháp mở rộng tại Stade Roland Garros. Ông đã giành được danh hiệu vô địch đơn vào năm 1970, đánh bại Željko Franulović trong trận chung kết trong 3 set, và một lần nữa vào năm 1971, lần này đánh bại Ilie Năstase trong trận chung kết sau bốn set. Ông cũng giành Wimbledon trên cỏ vào năm 1973, mặc dù 13 trong top 16 tay vợt hàng đầu, tổng cộng là 81 người chơi, không tham gia giải đấu  năm đó vì tẩy chay Wimbledon do lệnh cấm Nikola Pilić của Liên đoàn Quần vợt Quốc tế (ILTF). Kodeš đánh bại tay vợt chủ nhà Roger Taylor trên sân nhà trong trận bán kết sau năm set và Alex Metreveli trong trận chung kết trong ba set không gỡ.
Kodeš chưa bao giờ tham gia giải Úc mở rộng nhưng ông đã hai lần là á quân tại giải Mỹ mở rộng, năm 1971, thua Stan Smith, và năm 1973 khi anh thua trong năm set trước John Newcombe.
Kodeš đạt thứ hạng ATP cao nhất thế giới ở vị trí số 5 vào tháng 9 năm 1973. Trong kỷ nguyên mở, Kodeš đã giành được tổng cộng chín danh hiệu đánh đơn cấp cao nhất và 17 danh hiệu đôi.
Kodeš được giới thiệu vào Đại sảnh Danh vọng Quần vợt Quốc tế năm 1990. Năm 2013, ông nhận được Giải thưởng Fair Play của Ủy ban Olympic Séc. Ông là cử nhân tốt nghiệp kinh tế của Đại học Prague.